# Легионелоза
Легионелозата, известна още като легионерска болест, e заразно заболяване, което може да завърши със смърт и е причинено от аеробна (разпространена във въздуха) бактерия от рода Legionella. Причинителят на легионелозата, в над 90% от случаите, е Legionella pneumophila, изолирана за първи път през 1977 г.
Легионерската болест получава името си през юли 1976 г., когато се поява огнище на пневмония сред хората, присъствали на конгрес на Американския легион в хотел във Филаделфия, САЩ. На следващата 1977 г. е изолиран причинителят на заразата.